# Hendrik Ooms
Hendrik Ooms, né le 18 mars 1916 à Halfweg et mort le 6 décembre 1993 à La Haye, est un coureur cycliste néerlandais de cyclisme sur piste.

## Carrière
Hendrik Ooms participe aux Jeux olympiques d'été de 1936 à Berlin et remporte la médaille d'argent dans l'épreuve du tandem avec Bernard Leene.